# Bijajica

Bijajica servida em um pires.

Bijajica é um prato típico do estado brasileiro de Santa Catarina, localizado na região Sul do país. É mais popular nas regiões litorânea e serrana do estado. Trata-se de um bolinho produzido na região do planalto serrano de Lages de cultura açoriana. Seus principais ingredientes quanto ao modo de preparo são: polvilho azedo, ovos e açúcar, totalmente fritados em banha.